# Львівське воєводство

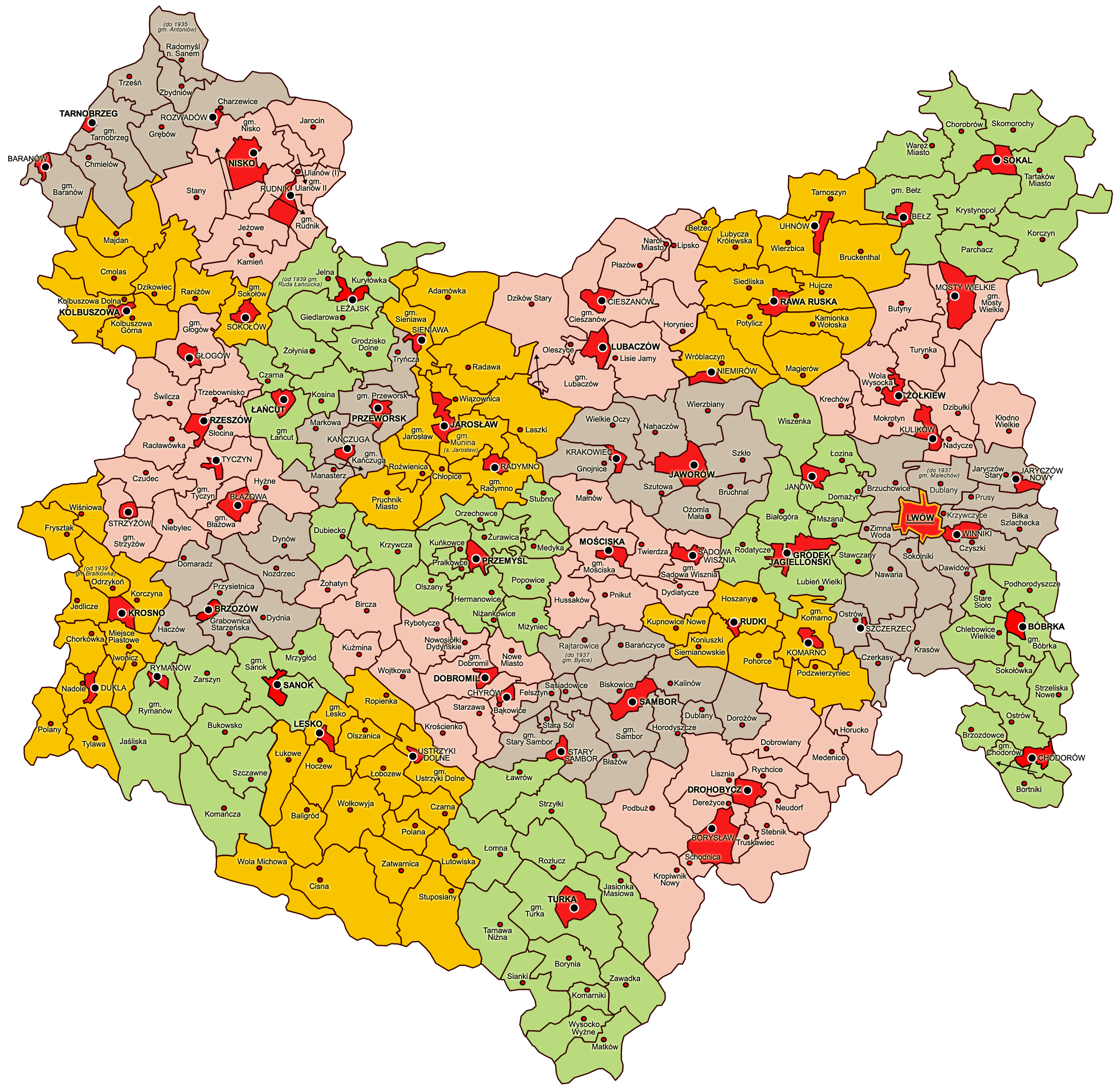
1938

Льві́вське воєво́дство — історична адміністративно-територіальна одиниця Республіки Польща на українських землях Галичини часів міжвоєнної Польщі.

## Історія
Утворене 23 грудня 1920 з міста Львів і 19 повітів Східної Галичини (у 17 було переважно українське населення — Бібрка, Чесанів, Добромиль, Дрогобич, Городок, Яворів, Львів повіт, Лісько, Мостиська, Перемишль, Рава, Рудки, Самбір, Сокаль, Старий Самбір, Сянік, Жовква; у двох українці становили меншість — Березів, Ярослав) та 8 повітів Західної Галичини (у шести українці становили меншість — Кросно, Ланьцут, Нисько, Переворськ, Ряшів, Стрижів; два повіти були з чисто польським населенням — Тарнобжеґ, Кольбушова).
17 грудня 1920 польський сейм ухвалив закон «Про надання землі солдатам Війська Польського», виконуючи свою обіцянку під час війни з більшовиками, коли Варшава опинилася під загрозою захоплення. Уряд заходився реалізовувати свою обіцянку на українських землях, де розпочалося так зване осадництво — створення польських поселень з селян і колишніх військових.

## Повіти
Площа повіту дана станом на 1939. Населення за даними загального перепису населення 1931 року. Для повітів, скасованих раніше — площа станом на останній рік існування, населення на основі даних перепису 1921 року.
| Повіт | Площа (км²) | Населення |  | Центр повіту  | Населення центру |
| --- | ----------- | --------- |  | ------------- | ---------------- |
| Львівське воєводство |             |           |  |               |                  |
| Бібрський | 891         | 97 100    |  | Бібрка        | 5441             |
| Березівський | 684         | 83 200    |  | Березів       | 4242             |
| Чесанівський (до 1922) 4                                                                                                   | 1136        | 86 549    |  | Чесанів 4     | 2248             |
| Добромильський | 994         | 94 000    |  | Добромиль     | 5531             |
| Дрогобицький | 1499        | 194 400   |  | Дрогобич      | 32 300           |
| Городоцький | 889         | 85 000    |  | Городок       | 12 942           |
| Ярославський | 1337        | 148 000   |  | Ярослав       | 22 330           |
| Яворівський | 977         | 86 800    |  | Яворів        | 10 690           |
| Кольбушовський | 873         | 69 600    |  | Кольбушова    | 3112             |
| Коросненський ¹ | 934         | 113 400   |  | Кросно        | 12 125           |
| Ліський | 1832        | 111 600   |  | Лісько        | 3943             |
| Любачівський (з 1923) 4 | 1146        | 87 300    |  | Любачів 4     | 6245             |
| Львівський | 1276        | 142 800   |  | Львів         | 312 200          |
| Львів-місто | 67          | 312 200   |  | Львів         | 312 200          |
| Ланьцутський | 889         | 97 700    |  | Ланьцут       | 7535             |
| Мостиський | 755         | 89 500    |  | Мостиська     | 4770             |
| Нисківський | 973         | 64 200    |  | Нисько        | 5461             |
| Перемиський | 1002        | 162 500   |  | Перемишль     | 51 000           |
| Переворський | 415         | 61 400    |  | Переворськ    | 5941             |
| Равський | 1401        | 122 100   |  | Рава-Руська   | 11 146           |
| Рудківський | 670         | 79 200    |  | Рудки         | 3649             |
| Ряшівський ¹ | 1270        | 185 100   |  | Ряшів         | 26 900           |
| Самбірський ² | 1133        | 133.800   |  | Самбір        | 21 900           |
| Сяноцький | 1282        | 114 200   |  | Сянок         | 14 262           |
| Сокальський | 1324        | 109 100   |  | Сокаль        | 12 135           |
| Старосамбірський (до 1932) ²                                                                                               | 689         | 82 135    |  | Старий Самбір | 4867             |
| Стрижівський (до 1932) ¹                                                                                                   | 524         | 56 400    |  | Стрижів       | 3060             |
| Тарнобжезький | 949         | 72 200    |  | Тарнобжеґ     | 3643             |
| Турківський (з 1931) ³ | 1829        | 114 400   |  | Турка         | 10 145           |
| Жовківський | 1111        | 95 500    |  | Жовква        | 10 348           |
| ¹ 1 квітня 1932 розформований Стрижівський повіт, а його території ввійшли до складу Ряшівського і Коросненського повітів. |             |           |  |               |                  |
| ² 1 квітня 1932 розформований Старосамбірський повіт, а його територія включена до Самбірського повіту.                    |             |           |  |               |                  |
| ³ 17 квітня 1931 до складу Львівського воєводства переданий Турківський повіт з Станиславівського воєводства.              |             |           |  |               |                  |
| 4 1 січня 1923 перенесений центр Чесанівського повіту з Чесанова в Любачів, а назва повіту змінено на Любачівський повіт.  |             |           |  |               |                  |

## Населення

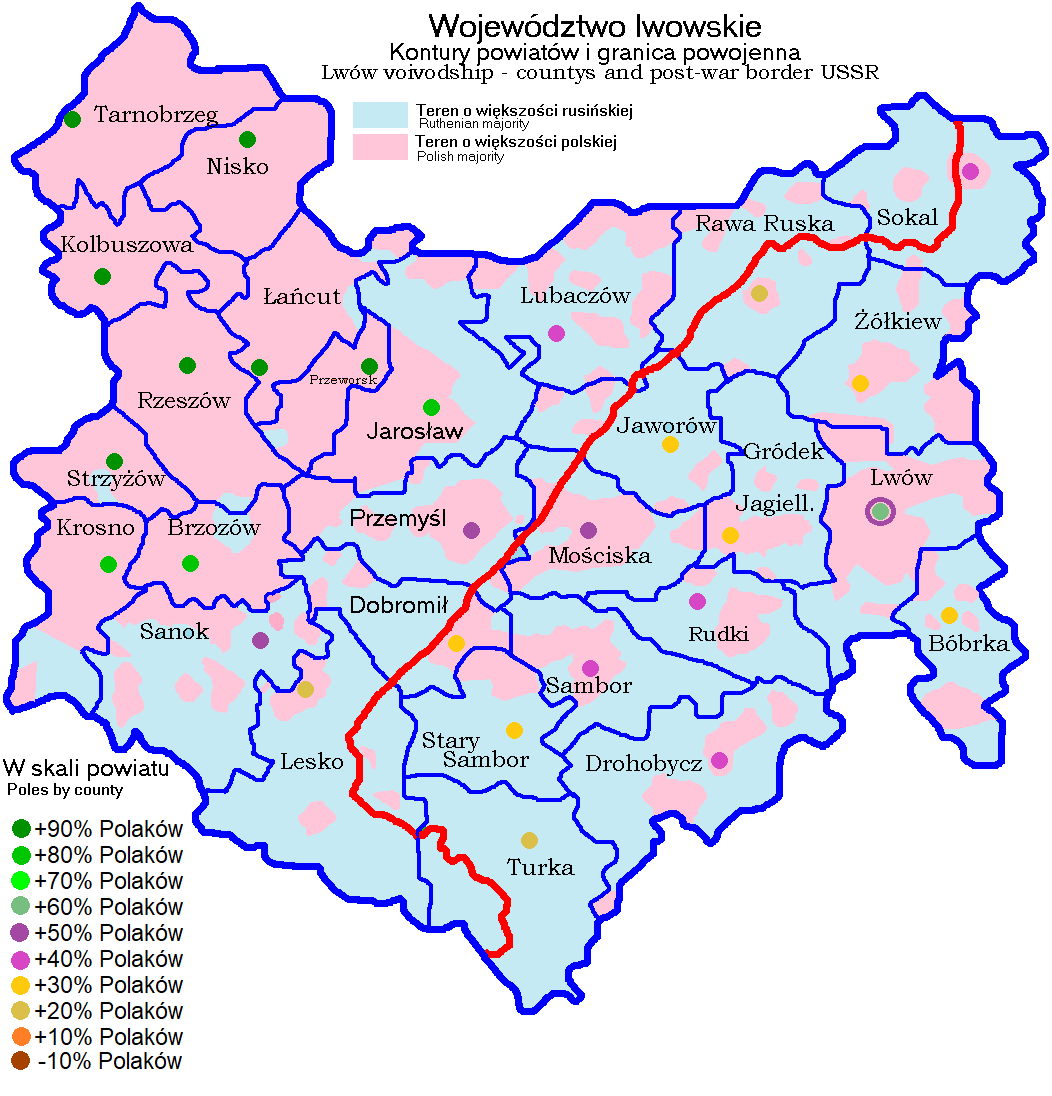
Мапа населення Львівського воєводства: помаранчевим — регіони з переважно польським населенням; зеленим — з переважно українським

Згідно з переписом населення 1931 року, у Львівському воєводстві (разом зі Львовом) налічувалося 3 127 409 осіб. У 16 східних повітах воєводства, що відійшли в 1939 р. до СРСР, проживало 1  840 635 людей, з них 1 036 875 українців-грекокатоликів — 56,33 %, 99 140 українців-латинників — 5,39 %, 13 600 польськомовних українців — 0,74 %, 433 355 поляків — 23,54 %, 15  125 польських колоністів міжвоєнного періоду — 0,82 %, 227 245 євреїв — 12,35 % і 15 295 німців та інших національностей — 0,83 %.

## Мова
Мовний склад населення Львівського воєводства (разом зі Львовом) відомий лише за даними перепису 1931 року, що був проведений польською владою часів санаційного режиму. Відповідно до цих даних, мовний розподіл виглядав так:
- польська — 1 805 035 (57,7 %)
- українська — 1 067 110 (34,1 %)
  - українська — 579 475
  - руська (галицька) — 487 635
- єврейська — 232 938 (7,4 %)
  - їдиш — 211 002
  - іврит — 21 936
- німецька — 12 049 (0,4 %)
- російська — 753 (0,02 %)

Рідна мова населення повітів Львівського воєводства за переписом 1931 року.
| повіт                | населення | польська | українська | єврейська | німецька |
| -------------------- | --------- | -------- | ---------- | --------- | -------- |
| Березівський         | 83 205    | 81,9     | 12,8       | 4,6       | 0,0      |
| Бібрський            | 97 124    | 31,7     | 62,2       | 5,7       | 0,2      |
| Городоцький          | 85 007    | 39,1     | 56,2       | 3,5       | 1,0      |
| Добромильський       | 93 970    | 38,3     | 55,8       | 5,3       | 0,4      |
| Дрогобицький         | 194 456   | 47,3     | 40,7       | 10,5      | 1,2      |
| Ряшівський           | 185 106   | 93,9     | 0,5        | 4,9       | 0,0      |
| Жовківський          | 95 507    | 37,5     | 58,7       | 3,5       | 0,2      |
| Колбушовський        | 69 565    | 94,0     | 0,1        | 5,3       | 0,1      |
| Коросненський        | 113 387   | 82,6     | 12,9       | 3,9       | 0,0      |
| Ланцутський          | 97 679    | 94,3     | 2,8        | 2,4       | 0,1      |
| Ліський              | 111 575   | 28,5     | 63,0       | 7,6       | 0,5      |
| Любачівський         | 87 266    | 49,6     | 43,8       | 6,3       | 0,1      |
| Львів (місто)        | 312 231   | 63,5     | 11,3       | 24,1      | 0,8      |
| Львівський           | 142 800   | 56,5     | 40,9       | 1,1       | 1,3      |
| Мостиський           | 89 460    | 55,9     | 41,6       | 2,4       | 0,0      |
| Ниськівський         | 64 233    | 94,3     | 0,2        | 4,8       | 0,1      |
| Переворський         | 61 388    | 95,5     | 0,7        | 3,5       | 0,0      |
| Перемиський          | 162 544   | 53,2     | 36,9       | 9,8       | 0,0      |
| Равський             | 122 072   | 22,4     | 67,3       | 9,0       | 0,9      |
| Рудківський          | 79 170    | 48,5     | 45,8       | 5,4       | 0,0      |
| Самбірський          | 133 814   | 42,5     | 51,0       | 5,8       | 0,5      |
| Сяноцький            | 114 195   | 59,5     | 33,4       | 6,4       | 0,0      |
| Сокальський          | 109 111   | 39,3     | 55,0       | 5,4       | 0,1      |
| Тарнобжезький        | 73 297    | 92,3     | 0,1        | 7,1       | 0,0      |
| Турківський          | 114 457   | 22,8     | 70,3       | 6,6       | 0,1      |
| Яворівський          | 86 762    | 31,0     | 64,4       | 3,5       | 0,7      |
| Ярославський         | 148 028   | 81,4     | 14,2       | 4,1       | 0,0      |
| Львівське воєводство | 3 127 409 | 57,7     | 34,1       | 7,4       | 0,4      |

## Релігія
Релігійний склад населення за переписом 1931 року
- католики — 1 448 826 (46,3 %)
- греко-католики — 1 305 339 (41,7 %)
- юдеї — 342 405 (10,9 %)
- протестанти —13 090 (0,4 %)
- православні — 9 027 (0,3 %)

Релігійний склад населення повітів Львівського воєводства за переписом 1931 року
| повіт                | населення | римо-католики | греко-католики | юдеї | православні |
| -------------------- | --------- | ------------- | -------------- | ---- | ----------- |
| Березівський         | 83 205    | 79,1          | 15,3           | 5,2  |             |
| Бібрський            | 97 124    | 23,5          | 68,0           | 8,2  |             |
| Городоцький          | 85 007    | 26,4          | 66,7           | 5,9  |             |
| Добромильський       | 93 970    | 27,6          | 63,5           | 8,0  |             |
| Дрогобицький         | 194 456   | 26,8          | 56,7           | 14,9 | 0,3         |
| Ряшівський           | 185 106   | 88,6          | 1,8            | 9,2  |             |
| Жовківський          | 95 507    | 21,2          | 69,9           | 8,2  |             |
| Колбушовський        | 69 565    | 92,0          | 0,1            | 7,3  |             |
| Коросненський        | 113 387   | 80,4          | 9,6            | 5,8  | 3,7         |
| Ланцутський          | 97 679    | 88,1          | 4,9            | 6,4  |             |
| Ліський              | 111 575   | 16,3          | 73,1           | 9,8  |             |
| Любачівський         | 87 266    | 37,8          | 51,2           | 10,7 |             |
| Львів (місто)        | 312 231   | 50,4          | 15,9           | 31,9 | 0,3         |
| Львівський           | 142 800   | 47,2          | 47,3           | 3,6  | 0,1         |
| Мостиський           | 89 460    | 38,7          | 55,0           | 6,1  |             |
| Ниськівський         | 64 233    | 92,0          | 1,4            | 6,2  |             |
| Переворський         | 61 388    | 89,3          | 4,9            | 5,5  |             |
| Перемиський          | 162 544   | 41,3          | 45,2           | 13,2 | 0,1         |
| Равський             | 122 072   | 18,4          | 68,9           | 11,0 | 0,5         |
| Рудківський          | 79 170    | 35,0          | 57,8           | 6,8  |             |
| Самбірський          | 133 814   | 32,6          | 58,7           | 8,4  |             |
| Сяноцький            | 114 195   | 42,9          | 47,8           | 8,3  | 0,3         |
| Сокальський          | 109 111   | 23,3          | 63,5           | 12,3 | 0,6         |
| Тарнобжезький        | 73 297    | 89,9          | 0,2            | 8,6  |             |
| Турківський          | 114 457   | 5,5           | 84,4           | 9,3  | 0,7         |
| Яворівський          | 86 762    | 21,2          | 72,4           | 5,9  | 0,1         |
| Ярославський         | 148 028   | 56,5          | 35,3           | 7,9  |             |
| Львівське воєводство | 3 127 409 | 46,3          | 41,7           | 10,9 | 0,3         |

На території нинішньої української частини Львівського воєводства релігійний розподіл населення був наступним: 903 349 осіб (54,35 %) — греко-католики, 521 084 осіб (31,35 %) — римо-католики, 218 995 осіб (13,18 %) — юдеї, 11 184 осіб (0,67 %) — протестанти, 4 017 осіб (0,24 %) — православні.

## Освіта
За переписом 1931 р. серед населення Львівського воєводства старше 10 років вміли читати та писати 74,9 % осіб, вміли тільки читати 1,4 % населення, а 23,1 % населення не вміли читати і писати.
Серед юдеїв вміли читати і писати 85,3 % населення старше 5 років, серед римокатоликів — 78,0 %, серед грекокатоликів — 60,6 %.
Вміння читати і писати серед населення старше 10 років за даними перепису 1931 р., %
| повіт                | населення | вміють читати і писати | вміють тільки читати | не вміють читати і писати | невідомо |
| -------------------- | --------- | ---------------------- | -------------------- | ------------------------- | -------- |
| Березівський         | 62 105    | 80,7                   | 2,3                  | 16,6                      | 0,5      |
| Бібрський            | 71 882    | 80,5                   | 0,5                  | 17,7                      | 1,2      |
| Городоцький          | 61 596    | 67,0                   | 0,4                  | 32,3                      | 0,3      |
| Добромильський       | 68 854    | 62,4                   | 0,6                  | 35,6                      | 1,5      |
| Дрогобицький         | 149 511   | 71,2                   | 0,5                  | 27,4                      | 0,9      |
| Ряшівський           | 138 550   | 80,0                   | 4,2                  | 15,5                      | 0,4      |
| Жовківський          | 73 036    | 72,4                   | 0,8                  | 26,5                      | 0,3      |
| Колбушовський        | 50 680    | 75,7                   | 3,7                  | 20,5                      | 0,2      |
| Коросненський        | 84 567    | 83,0                   | 2,7                  | 14,0                      | 0,3      |
| Ланцутський          | 73 327    | 77,9                   | 5,5                  | 16,2                      | 0,4      |
| Ліський              | 79 231    | 43,0                   | 0,8                  | 55,4                      | 0,9      |
| Любачівський         | 64 976    | 73,9                   | 1,1                  | 24,5                      | 0,4      |
| Львів (місто)        | 267 043   | 90,8                   | 0,6                  | 7,9                       | 0,6      |
| Львівський           | 106 381   | 84,9                   | 0,5                  | 14,1                      | 0,5      |
| Мостиський           | 65 790    | 67,4                   | 1,1                  | 31,3                      | 0,3      |
| Ниськівський         | 47 099    | 81,0                   | 3,1                  | 15,7                      | 0,3      |
| Переворський         | 45 613    | 85,2                   | 2,4                  | 12,1                      | 0,3      |
| Перемиський          | 126 653   | 78,6                   | 0,8                  | 20,3                      | 0,3      |
| Равський             | 90 677    | 63,6                   | 0,7                  | 34,6                      | 1,1      |
| Рудківський          | 58 414    | 68,0                   | 0,9                  | 30,5                      | 0,6      |
| Самбірський          | 101 700   | 73,1                   | 0,6                  | 25,6                      | 0,7      |
| Сяноцький            | 84 066    | 73,4                   | 0,8                  | 24,7                      | 1,1      |
| Сокальський          | 83 835    | 80,6                   | 0,8                  | 18,0                      | 0,5      |
| Тарнобжезький        | 55 365    | 82,8                   | 3,3                  | 13,4                      | 0,5      |
| Турківський          | 81 572    | 44,1                   | 0,6                  | 54,0                      | 1,3      |
| Яворівський          | 64 065    | 61,2                   | 0,6                  | 37,5                      | 0,6      |
| Ярославський         | 112 009   | 78,4                   | 0,9                  | 19,8                      | 0,9      |
| Львівське воєводство | 2 368 597 | 74,9                   | 1,4                  | 23,1                      | 0,6      |

## Воєводи

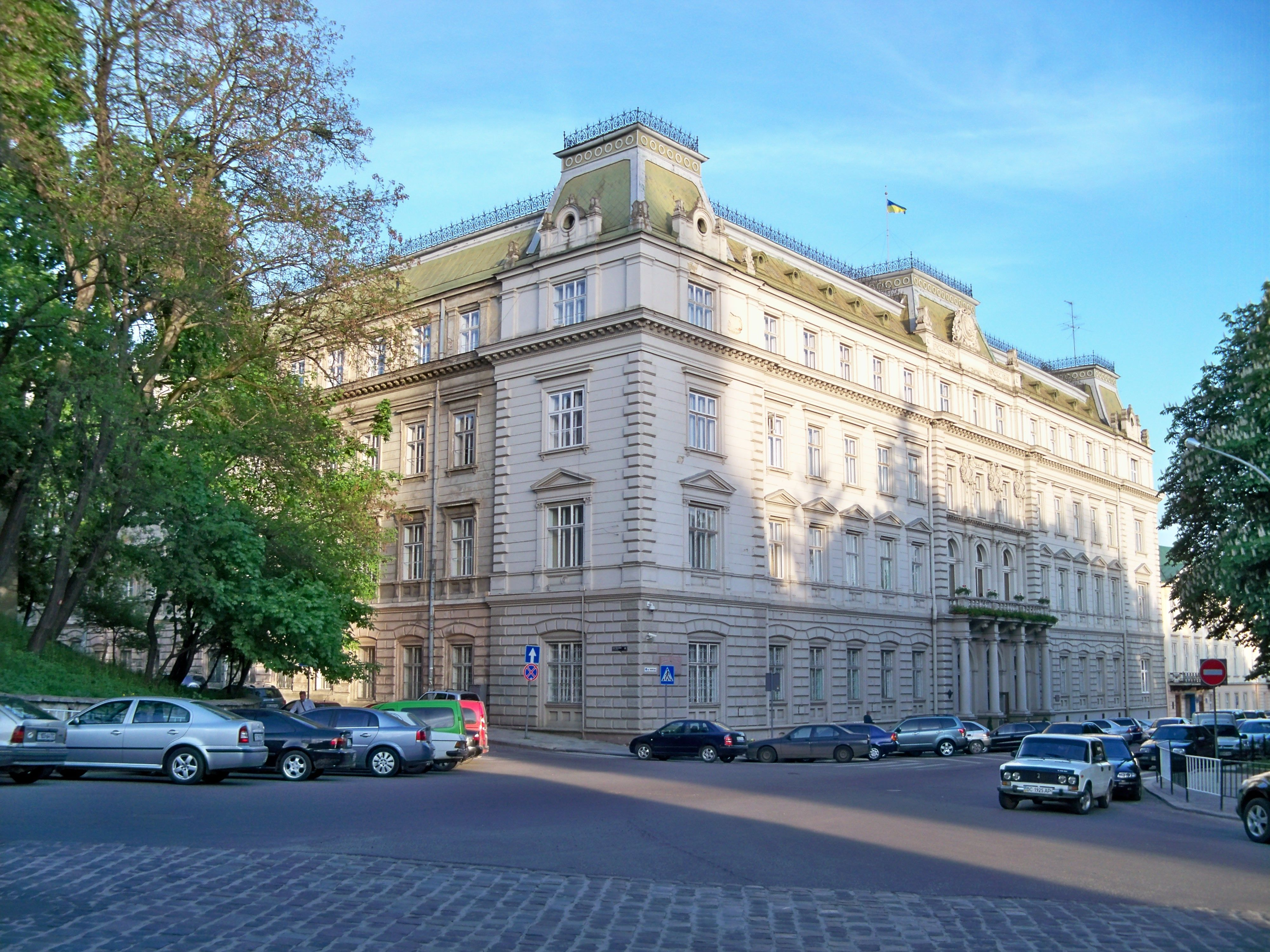
Будинок Галицького намісництва. У період між двома світовими війнами тут розташовувалося польське воєводське управління.

- Казімеж Ґрабовський (23 квітня 1921 — 30 червня 1924)
- Станіслав Зимни (10 березня 1924 — 10 грудня 1924; до 30 червня 1924 — в.о.)
- Павел Ґарапіх (30 грудня 1924 — 28 липня 1927)
- Пйотр Дунін-Борковський (28 липня 1927 — 30 квітня 1928)
- Войцех Аґенор Ґолуховський (9 липня 1928 — 29 серпня 1930)
- Броніслав Наконечніков-Клюковський (29 серпня 1930 — 6 липня 1931)
- Юзеф Рожнєцький (28 липня 1931 — 30 січня 1933)
- Владислав Беліна-Пражмовський (31 січня 1933 — 14 квітня 1937)
- Альфред Білик (30 квітня 1937 — 17 вересня 1939)

## Ліквідація воєводства
Припинило існування 27 листопада 1939 року після анексії Галичини Союзом Радянських Соціалістичних Республік: місто Львів і 8 повітів (Львівський, Сокальський, Бібрський, Рава-Руський, Любачівський, Яворівський, Городоцький і Жовківський) включені до новоутвореної Львівської області та ще 8 (Дрогобицький, Рудківський, Мостиський, Перемиський, Ліський, Турківський, Самбірський і Добромильський) — до Дрогобицької області УРСР, а західна частина ввійшла до Краківського та Люблінського дистриктів.
У 1945—1946 р. з території колишнього Львівського воєводства репатрійовано 269,5 тис. поляків.